# Rhodichthys regina
Rhodichthys regina és una espècie de peix pertanyent a la família dels lipàrids i l'única del gènere Rhodichthys.

## Descripció
- Fa 31 cm de llargària màxima.[2][3]

## Alimentació
Menja crustacis.

## Hàbitat
És un peix marí i batidemersal que viu entre 1.080 i 2.365 m de fondària.

## Distribució geogràfica
Es troba al Canadà, Islàndia i Noruega.

## Observacions
És inofensiu per als humans.